# Фрата (комуна)
Фрата (рум. Frata) — комуна у повіті Клуж в Румунії. До складу комуни входять такі села (дані про населення за 2002 рік):
- Беркієшу (758 осіб)
- Оаш (121 особа)
- Оларіу (169 осіб)
- Педуря-Якобень (40 осіб)
- Пояна-Фрецій (263 особи)
- Резоаре (35 осіб)
- Сопору-де-Кимпіє (1266 осіб)
- Фрата (1730 осіб)

Комуна розташована на відстані 298 км на північний захід від Бухареста, 35 км на схід від Клуж-Напоки.

## Населення
За даними перепису населення 2002 року у комуні проживали 4382 особи.
Національний склад населення комуни:
| Національність   | Кількість осіб | Відсоток |
| ---------------- | -------------- | -------- |
| румуни           | 3834           | 87,5%    |
| цигани           | 359            | 8,2%     |
| угорці           | 186            | 4,2%     |
| німці            | 1              | < 0,1%   |
| росіяни-липовани | 1              | < 0,1%   |
| серби            | 1              | < 0,1%   |

Рідною мовою назвали:
| Мова      | Кількість осіб | Відсоток |
| --------- | -------------- | -------- |
| румунська | 4108           | 93,7%    |
| угорська  | 166            | 3,8%     |
| циганська | 107            | 2,4%     |
| німецька  | 1              | < 0,1%   |

Склад населення комуни за віросповіданням:
| Релігія            | Кількість осіб | Відсоток |
| ------------------ | -------------- | -------- |
| православні        | 3163           | 72,2%    |
| греко-католики     | 516            | 11,8%    |
| п'ятдесятники      | 174            | 4,0%     |
| реформати          | 162            | 3,7%     |
| адвентисти         | 107            | 2,4%     |
| баптисти           | 44             | 1,0%     |
| не релігійні       | 12             | 0,3%     |
| римо-католики      | 5              | 0,1%     |
| бретрени           | 3              | 0,1%     |
| унітарії           | 1              | < 0,1%   |
| атеїсти            | 1              | < 0,1%   |
| не вказали релігію | 4              | 0,1%     |